# Beekkeizerlibel
De beekkeizerlibel (Anax immaculifrons) is een echte libel (Anisoptera) uit de familie van de glazenmakers (Aeshnidae).
De beekkeizerlibel staat op de Rode Lijst van de IUCN als niet bedreigd, beoordelingsjaar 2010, de trend van de populatie is volgens de IUCN stabiel. De soort komt voor van Griekenland tot China
De wetenschappelijke naam van de soort werd in 1842 gepubliceerd door Jules Pierre Rambur. De Nederlandstalige naam is ontleend aan Libellen van Europa.